# Kalavasjtitsa
Kalavasjtitsa (bulgariska: Калаващица) är ett vattendrag i Bulgarien.   Det ligger i regionen Plovdiv, i den centrala delen av landet, 110 km öster om huvudstaden Sofia. Kalavasjtitsa ligger vid sjön Pjasătjnik.
Trakten runt Kalavasjtitsa består till största delen av jordbruksmark. Runt Kalavasjtitsa är det ganska glesbefolkat, med 31 invånare per kvadratkilometer.